# Gamera vs. Viras
Gamera vs. Viras (ガメラ対宇宙怪獣バイラス Gamera tai Uchū Kaijū Bairasu?), conocida en España como Viras ataca la Tierra, es una película japonesa de kaiju de 1968 dirigida por Noriaki Yuasa, escrita por Niisan Takahashi y producida por Daiei Film. Es protagonizada por Kōjirō Hongō, Tōru Takatsuka, Carl Craig y Michiko Yaegaki, y es la cuarta entrega en la serie de películas de Gamera, después de Gamera vs. Gyaos. La película también presenta a Teruo Aragaki como el monstruo gigante Gamera, y presenta al monstruo extraterrestre Viras. 
Gamera vs. Viras fue estrenada en cines el 20 de marzo de 1968. La película fue sucedida por Gamera vs. Guiron al año siguiente.

## Argumento
Una nave espacial que contiene una fuerza de expedición del Planeta Viras se acerca a la Tierra, y sus ocupantes discuten sus intenciones de ocupar el planeta por su nitrógeno atmosférico, un elemento importante para su supervivencia. Gamera interviene y lo destruye; pero antes de que la nave sea destruida, los extraterrestres transmiten una advertencia a su mundo, afirmando que Gamera es su enemigo.
Más tarde, en la Tierra, una tropa de Boy Scouts visita un acuario para ver a los científicos trabajando en un minisubmarino de dos hombres. Masao y Jim, dos de los exploradores, logran subir al submarino. Mientras están en el agua, ven a Gamera, quien participa en una pequeña carrera con los niños. Sin embargo, sus travesuras llegan a su fin cuando la segunda nave alienígena los envuelve a ambos en su Super-Catch Ray. Gamera ayuda a los chicos a escapar, pero permanece atrapado en el campo de fuerza mientras los extraterrestres escanean sus recuerdos. A través del análisis de los recuerdos de Gamera, los extraterrestres aprenden sobre la debilidad de Gamera, su debilidad por los niños. Poco después, el campo se debilita y Gamera queda libre. Los extraterrestres capturan a Jim y Masao, amenazan con matar a los niños y exigen que Gamera los obedezca. Incapaz de detenerlos, Gamera sale a la superficie y sigue al OVNI hasta la orilla, tras lo cual se le coloca un dispositivo de control mental en la parte posterior de la cabeza.
Mientras están a bordo de la nave espacial, los niños intentan escapar continuamente. Gamera, sin embargo (bajo la influencia de los extraterrestres), está destruyendo represas y ciudades a puñados. Jim y Masao descubren una criatura parecida a un calamar, pensando que es otro cautivo de los extraterrestres. De hecho, es el líder de los extraterrestres. Los chicos ayudan a Gamera a liberarse del dispositivo de control mental y logran escapar de la nave espacial. Siguiente Gamera ataca la nave espacial. Basados en Gamera, los extraterrestres revelan que sus formas humanas eran solo disfraces y que todos se parecen a su líder. Bajo el mando del líder, cada uno de los alienígenas se fusiona para formar el monstruo gigante Viras, quien inmediatamente se enfrenta a Gamera en la batalla. Aunque Viras parece tener la ventaja, empalando a Gamera a través de su vientre con su manto en forma de púas, Gamera mata a Viras volando alto en la atmósfera, congelando a Viras y luego lo arroja hacia el océano, donde explota al impactar. Los chicos y una multitud de adultos celebran la victoria de Gamera.

## Reparto
- Kōjirō Hongō como Nobuhiko Shimada.
- Tōru Takatsuka como Masao Nakaya.
- Carl Craig como Jim Morgan.
- Michiko Yaegaki como Mariko Nakaya.
- Mari Atsumi como Junko Aoki.
- Junko Yashiro como Masako Shibata.
- Kōji Fujiyama como el Comandante del Jietat.
- Genzō Wakayama como la voz del Jefe.
- Teruo Aragaki como Gamera.

## Producción
Gamera vs. Viras se filmó en Daiei-Tokyo Studios. La película es la cuarta de la serie de películas de Gamera.
Daiei estaba en "problemas financieros" a principios de 1968 y, como resultado, redujo el presupuesto de la película a ¥20 millones, alrededor de $56,000 en ese momento. Las imágenes de películas anteriores de Gamera se reutilizaron en algunas partes de la película. La película se rodó en 25 días.

## Estreno
Gamera vs. Viras fue estrenada en Japón el 20 de marzo de 1968. Fue "un gran éxito en Japón" que el estudio le preguntó al director Yuasu si podía producir dos películas adicionales de Gamera por año. Aunque Yuasu dijo que eso era imposible, abrió la puerta a la realización de películas adicionales de Gamera.